# روبرت دوزير
روبرت دوزير (بالفرنسية: Robert Dozier)‏ مواليد 6 نوفمبر 1985 في ليثونيا، هو لاعب كرة سلة أمريكي. بدأ مسيرته الاحترافية في سنة 2009. تم اختياره من قبل فريق ميامي هيت خلال الدرافت. يلعب مع هاماماتسو هيجاشيميكاوا فينيكس في دوري كرة السلة الياباني للمحترفين. يحمل الرقم 2. يبلغ طوله 6 قدم 9 بوصة (2.1 م).

## المسيرة الاحترافية
لعب مع شوليه باسكت في الدوري الفرنسي في موسم 2011–2012، ثم لعب مع نادي إشبيلية لكرة السلة في الدوري الإسباني في موسم 2012–2013، ثم لعب مع ألاسكا أيسز في موسم 2013–2014، ثم لعب مع لو مان سارت باسكت في الدوري الفرنسي في سنة 2015، ثم لعب مع هاماماتسو هيجاشيميكاوا فينيكس في سنة 2016.

## روابط خارجية
- روبرت دوزير على موقع دوري كرة السلة الياباني للمحترفين (اليابانية)
- روبرت دوزير على موقع سبورتس رفرنس (الإنجليزية)
- روبرت دوزير على موقع الدوري الإسباني لكرة السلة (الإسبانية)
- روبرت دوزير على موقع كرة السلة الأوروبية.كوم (الإنجليزية)
- روبرت دوزير على موقع DraftExpress.com (الإنجليزية)
- روبرت دوزير على موقع كلية كرة السلة في سبورتس رفرنس.كوم (الإنجليزية)
- روبرت دوزير على موقع ريلجم (الإنجليزية)
- روبرت دوزير على موقع بروبوليرز (الإنجليزية)
- روبرت دوزير على موقع سبورتس رفرنس (الإنجليزية)